# 胡革
胡革（1967年9月—），女性，壮族，籍贯湖南湘潭，1987年12月加入中国共产党，广西区委党校研究生学历。中华人民共和国政治人物。

## 生平
胡革曾经任河池市扶贫开发办公室党组书记、主任，河池市人民政府副秘书长。因在脱贫攻坚战中作出突出贡献，2021年2月25日全国脱贫攻坚总结表彰大会上，胡革被授予“全国脱贫攻坚先进个人”荣誉称号。
2021年10月，当选为河池市政协副主席。2023年2月，在河池市第五届人民代表大会第四次会议上被补选为市人大常委会副主任。